# レオン・ルドヴィク・サピェハ

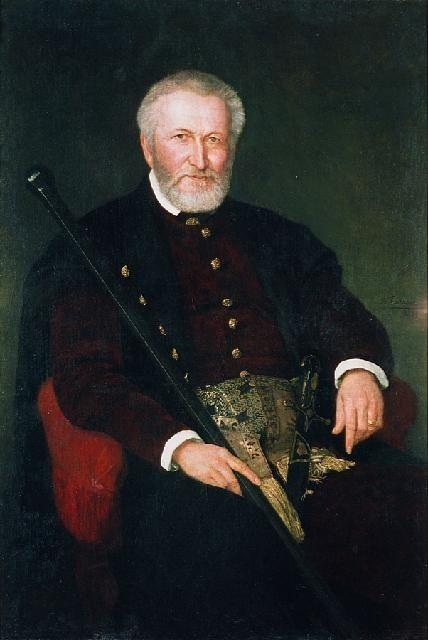
レオン・ルドヴィク・サピェハ公、ヘンリク・ロダコフスキ画

レオン・ルドヴィク・サピェハ（ポーランド語：Leon Ludwik Sapieha、1803年 - 1878年）は、ポーランドの貴族、政治運動家、経済学者、公（帝国諸侯）。アダム・イェジ・チャルトリスキの義弟。

## 生涯
軍人で地質学者のアレクサンデル・アントニ・サピェハ公と、旧ポーランド・リトアニア共和国の王冠領大法官であったアンジェイ・ザモイスキ伯爵の娘アンナ・ヤドヴィガとの間にワルシャワで生まれ、同地で教育をうけた後に、1820年から1824年までパリとエディンバラに留学して法学と経済学を学んだ。
1825年、叔父スタニスワフ・コストカ・ザモイスキの娘ヤドヴィガ・クレメンティナと結婚し、ポーランド会議王国政府の行政機関で働き始めた。1830年に11月蜂起が始まると、サピェハは姉の夫アダム・イェジ・チャルトリスキが首班を務めるポーランド国民政府の外交使節としてフランスとイギリスに赴いた。その後、サピェハは帰国して蜂起軍の戦いに身を投じ、砲兵隊長官を務めて、1831年9月6日から7日にかけてのワルシャワ防衛戦にも参加した。この防衛戦ののち、サピェハはヴィルトゥティ・ミリターリ勲章を授けられた。蜂起が失敗に終わると、彼はオーストリア領ポーランドに亡命した。1835年、ロシア帝国政府は蜂起に参加した罪により、ポーランド会議王国内のサピェハの所領を没収した。
サピェハは「国民運動」グループに属し、義兄チャルトリスキの率いる「オテル・ランベール」派と接触を続けていた。彼はガリツィア・ロドメリア王国の国民議会議員、オーストリア国家評議会議員となり、1861年にはオーストリア貴族院議員に選ばれた。サピェハは1863年の1月蜂起には参加しなかったが、この独立革命運動に資金を提供した。1861年から1875年まで彼はガリツィア国会の議長を務めていた。1875年、サピェハは政界から引退した。
長男のアダム・スタニスワフ・サピェハも政治家として活動した。